# جيسي هنتر
جيسي هنتر (بالإنجليزية: Jesse Hunter)‏ هو كاتب أغاني أمريكي، ولد في 14 يناير 1959.

## وصلات خارجية
- جيسي هنتر على موقع ميوزك برينز (الإنجليزية)